# Willem Adolfs

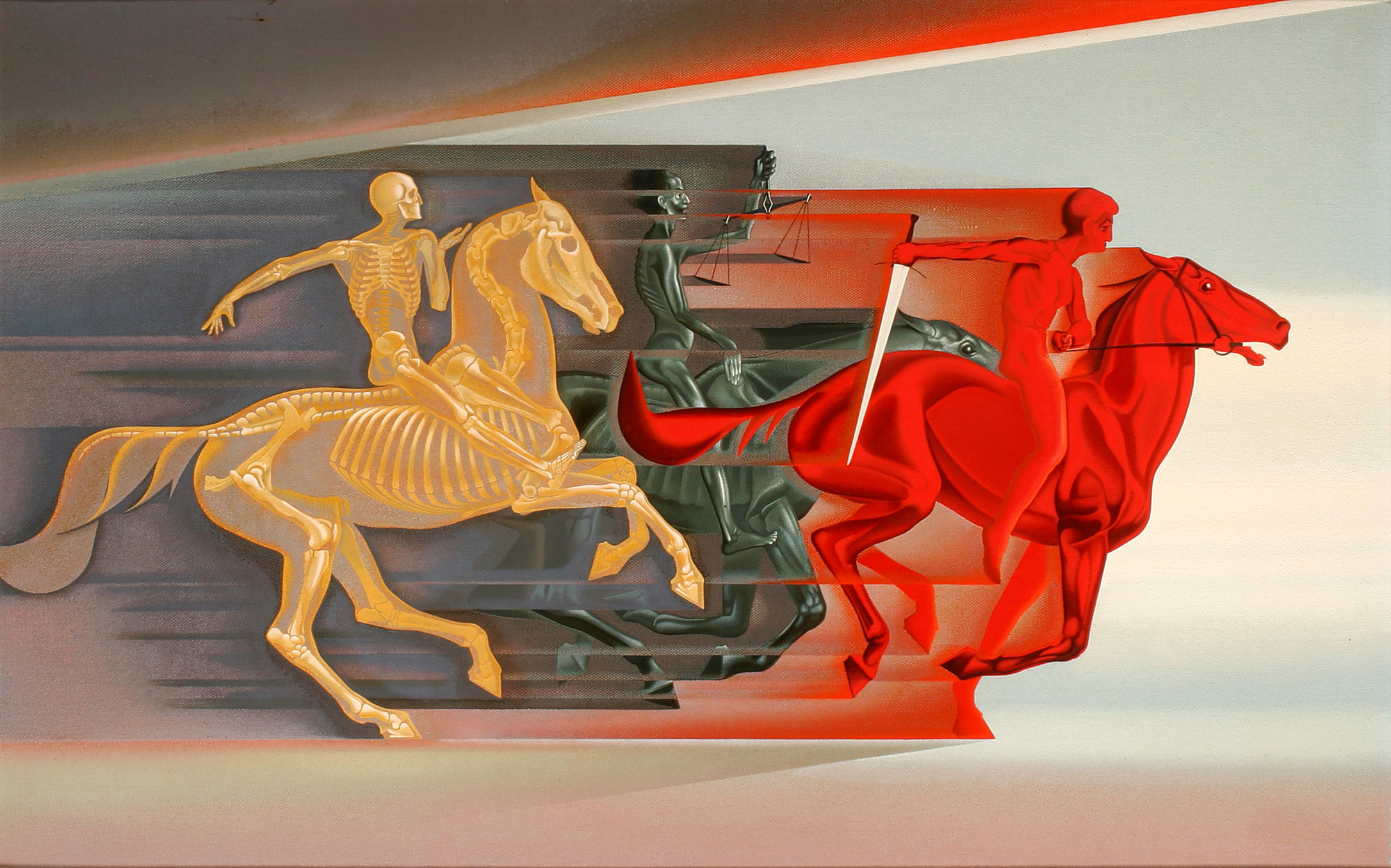
Drie apocalyptische ruiters (1942-1943), Museum Catharijneconvent

Willem Frederik Joseph Hendrik Adolfs (Amsterdam, 28 maart 1903 – Neuengamme, 10 januari 1945) was een Nederlands schilder, tekenaar en beeldhouwer.

## Leven en werk
Willem Adolfs, Wim voor intimi, kwam uit een katholiek gezin. Hij was de oudste zoon van Willem Frederik Adolfs (1869-1945) en Petronella Antoinette Deumers (1878-1907). Vader had een winkel in bedrijfskleding aan de Haarlemmerdijk. Adolfs volgde een vierjarige opleiding aan de afdeling decoratieschilderen van de kunstnijverheidsschool Quellinus in Amsterdam. In 1921 behaalde hij zijn diploma en ontving hij een door de regering beschikbaar gestelde plaquette. Hij schilderde en tekende portretten en christelijk religieuze voorstellingen, maar ontwierp onder andere ook vaandels, kandelaars, altaarstukken en een kruiswegstatie. Hij monogrammeerde zijn werk met WA (ineen).
Adolfs woonde een aantal jaren in Schiedam (1929-1933), waarna hij terugkeerde naar Amsterdam. Voor de Schiedamse Heilig Hartkerk maakte hij een apocalyps-wandschildering en twee voorstellingen rond het leven van de heilige Liduina voor de zijaltaren. In 1935 exposeerde hij in het R.K. Vereenigingsgebouw in Voorburg met onder andere zijn portret van mgr. Van Schaik, foto's van muurschilderingen in Schiedam en Amersfoort en enkele bronzen werken, waaronder een preekstoelornament en een tabernakeldeur. In 1936 verhuisde Adolfs naar Den Haag, hij gaf er teken- en schilderlessen in zijn eigen atelier aan de Balistraat. Binnen twee jaar verhuisde hij naar Ermelo, waar zijn verloofde Sophie Townsend woonde. 
Tijdens de Tweede Wereldoorlog werd Adolfs opgepakt. Hij kwam binnen in Kamp Amersfoort in september 1942 en kreeg in november 1942 zes maanden gevangenisstraf opgelegd. Van januari tot augustus 1943 zat hij als politiek gevangene in Kamp Vught. Hij werd opnieuw opgepakt bij de razzia van Putten, een vergeldingsactie van de Duitsers, op 2 oktober 1944. Er werden ruim 650 mannen weggevoerd, onder wie Adolfs. Via Kamp Amersfoort werd hij afgevoerd naar het concentratiekamp Neuengamme bij Hamburg. Hij overleed er een aantal maanden later, op 41-jarige leeftijd.
Het museum Catharijneconvent heeft een aantal werken van Adolfs in de collectie.

## Enkele werken
- 1922: vaandel voor de Katholieke Onderwijzersvereniging, met een afbeelding van h. Cassianus.
- 1928: portret van Th.F. Ebbinkhuijsen, regent van het kleinseminarie Hageveld.
- 1929: vaandel met opbergkist voor de afd. Vlaardingen van de R.K. Bond van Spoor- en Tramwegpersoneel St. Rafaël.[12] Het vaandel werd geborduurd door de Haagse borduurster W.J. Veuger. Opgenomen in de collectie van Museum Vlaardingen.
- 1930: apocalypsschildering en twee Liduinatableaus De wonderbare h. hostie en De rozelaar voor de Heilig Hartkerk of Gorzenkerk in Schiedam.
- 1930-1935: portret van Johan Hubert Bonjer, wijbisschop en suffragaan bisschop van de Vrij-Katholieke Kerk in Nederland. Opgenomen in de collectie van het Museum Catharijneconvent.
- 1931: ontwerp schildering voor de kloosterkapel van de zusters van Onze Lieve Vrouw aan de Hoflaan in Vlaardingen. Uitgevoerd door P. Breed.
- 1932: ontwerp twaalf kandelaars voor de Heilig Hartkerk of Gorzenkerk in Schiedam. Uitgevoerd door H. Leerentveld.
- 1933: Madonna met kind, ruim 5,5 meter hoge wandschildering op een gevel van de kapel van Onze Lieve Vrouwe ter Eem in Amersfoort.[13]
- 1934: portret van pastoor J.G. van Schaik,  adviseur van het Rooms-Katholiek Werkliedenverbond, ter gelegenheid van diens 40-jarig priesterjubileum. Opgenomen in de collectie van het Museum Catharijneconvent.
- 1934: Gekruisigde Christus met Maria en Lidwina, olieverfschilderij ter gelegenheid van het vijfde eeuwfeest van de sterfdag van Liduina (1380-1433).[14] Opgenomen in de collectie van het Museum Catharijneconvent.
- 1938: wandschildering in de kerk O.L. Vrouw van Altijddurende Bijstand (De Naaldkerk) in Santpoort-Noord.[15]
- 1938: bandtekening van Paulus voor het boek De Missioneerende Orden van M.F.X.M. van Woesik, uitgegeven door het Nederlandsch Medisch Missie Comité.[16]
- 1942-1943: portret van een gevangene in Kamp Amersfoort. Opgenomen in de collectie van Stichting Oktober 44.[17]

## Galerij

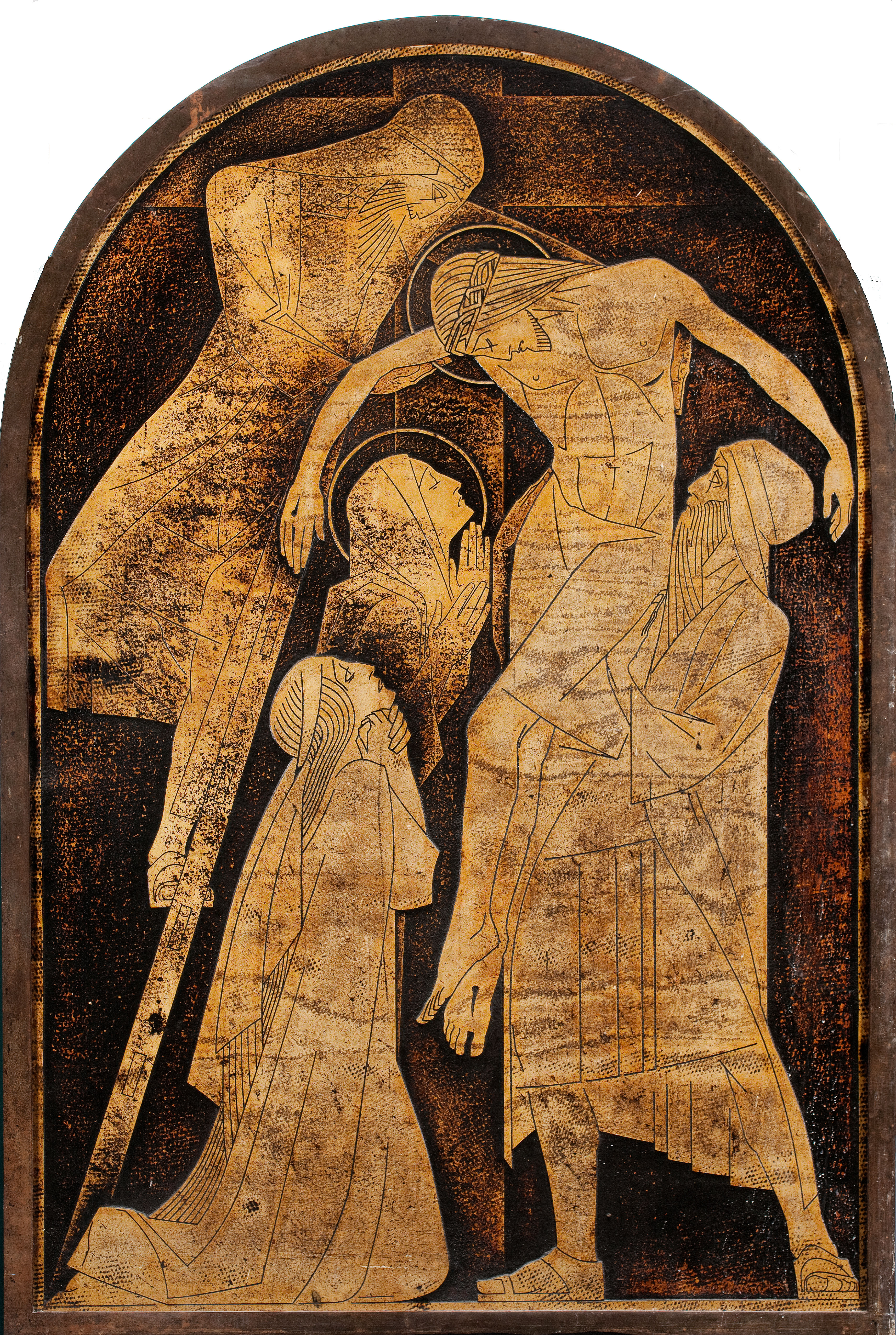
Kruisafneming (reliëf), Museum Catharijneconvent
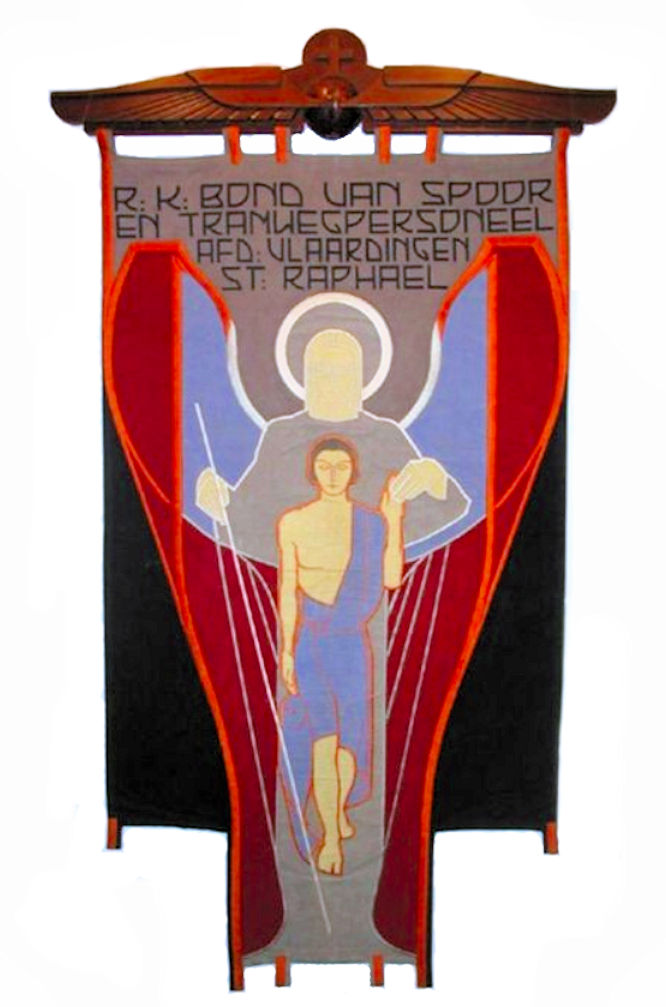
Vaandel van de RK Bond van Spoor- en Tramwegpersoneel (1929), Museum Vlaardingen
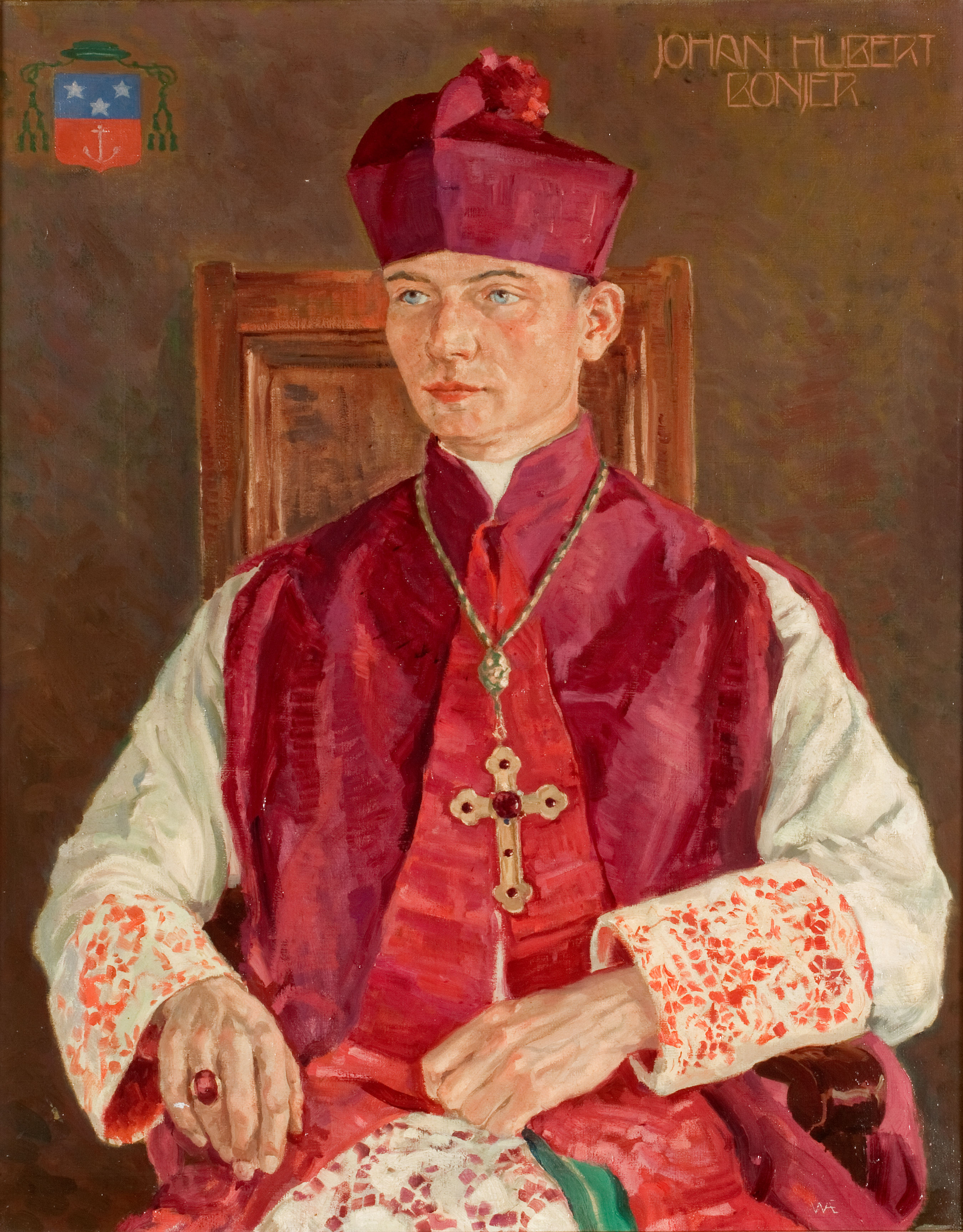
Portret van Jobs Bonjer (1930-1935), Museum Catharijneconvent
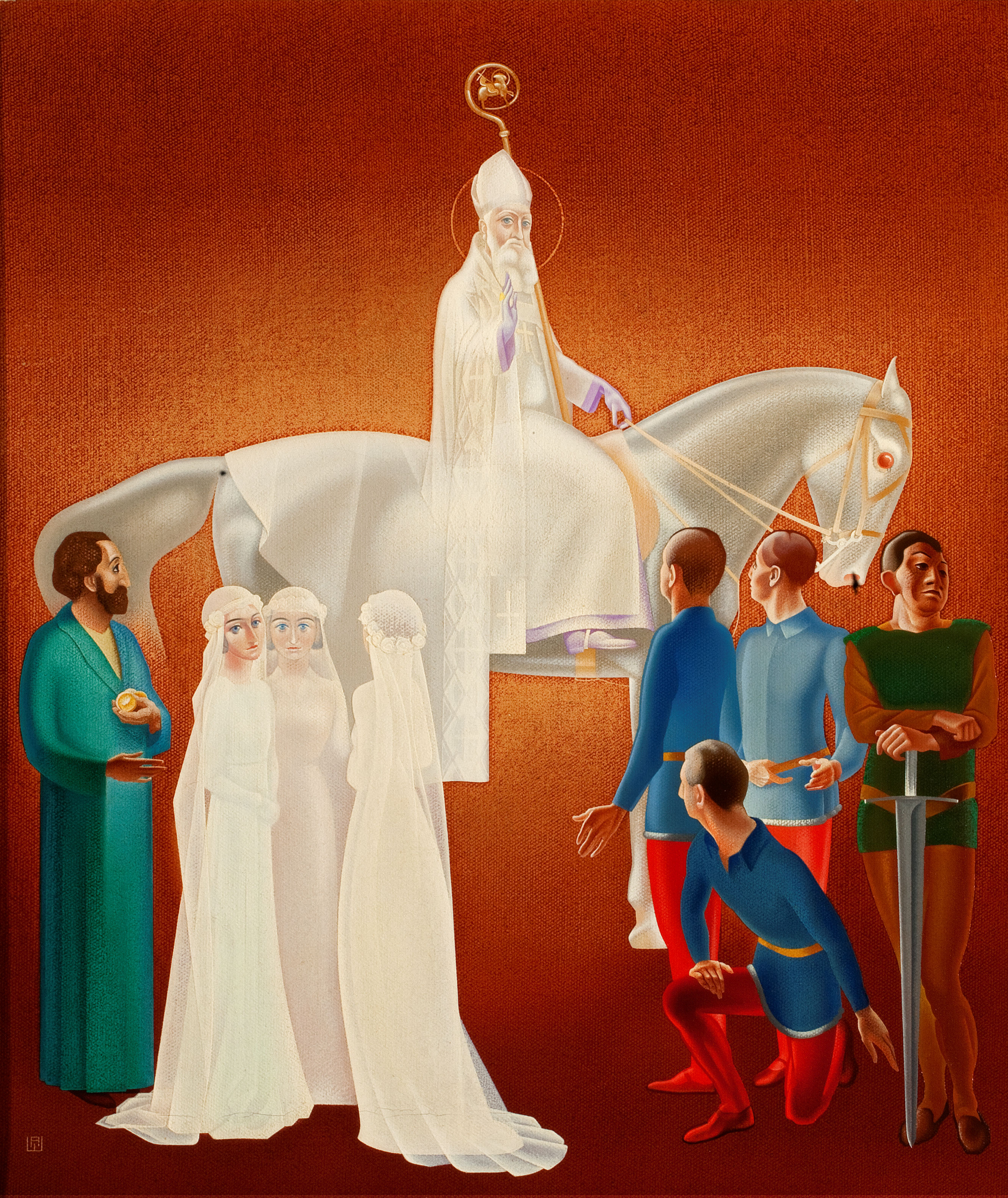
Sint-Nicolaas te paard (ca. 1940), Museum Catharijneconvent

- Biografisch Portaal: 43952906
- RKD-Nederlands Instituut voor Kunstgeschiedenis: 496
- Union List of Artist Names: 500728654
- Virtual International Authority File: 4093164298427208630006